# 黄湾镇 (灵璧县)
黄湾镇，是中华人民共和国安徽省宿州市灵璧县下辖的一个乡镇级行政单位。

## 行政区划
黄湾镇下辖以下地区：
胡桥村、双桥村、王桥村、三桥村、单营村、晏路村、张龙村、宋河村、红星村、陆集村、柯湖村、朱圩村、砂坝村、庙李村、绿肥厂社区和大山林厂社区。